# Летающие полипы
Летающие полипы (англ. Flying polyps, Elder race of half-polypous) — вымышленная раса полипообразных существ в произведениях Говарда Филлипса Лавкрафта и последователей «Мифов Ктулху». Впервые появляются в повести «За гранью времен» (1935). Это огромные летающие существа, отчасти напоминающие полипы, у них нет крыльев и зрения, они полуматериальные, а их формы податливы и имеют тенденцию слегка меняться. 

## Описание

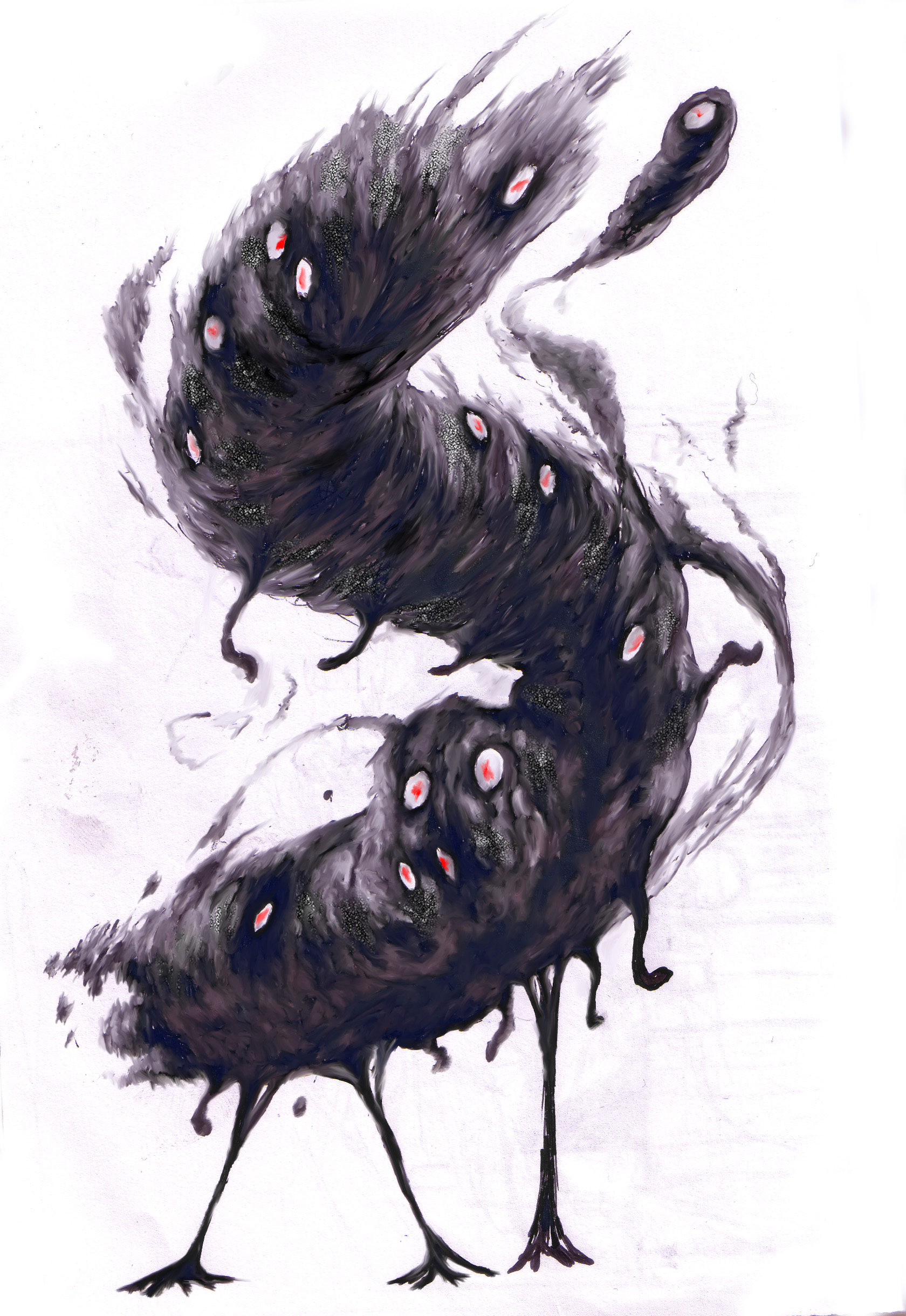
Летающий полип

Лавкрафт так описывает Летающих полипов в повести «За гранью времен»:

  Согласно этим отрывочным сведениям, причиной всех страхов являлась некая древнейшая раса существ, отчасти напоминавших полу-полипы, прибывших из далекой чужой Вселенной и владевших Землей и тремя другими планетами Солнечной системы около шестисот миллионов лет назад. Их нельзя было назвать полностью материальными — в нашем понимании материи; по типу своего сознания и способам восприятия они разительно отличались от любого из земных организмов. Например, у них не было такой категории, как зрение — существующий в их сознании мир являл собой странную, невизуальную систему образов. Они, однако, были материальны в достаточной степени для того, чтобы пускать в ход вполне вещественные средства в тех областях космоса, где эти средства имелись в наличии; кроме того, они нуждались в постоянном жилище, пусть даже и несколько своеобразного характера. Хотя чувства их могли проникать сквозь любые физические преграды, материальные элементы их существа были на это не способны; уничтожить их можно было только воздействием некоторых видов электрической энергии. Несмотря на отсутствие крыльев и иных специальных приспособлений, они могли свободно перемещаться по воздуху. Особая структура сознания этих тварей исключала возможность проецирования на них разума Великой Расы.Оригинальный текст (англ.)According to these scraps of information, the basis of the fear was a horrible elder race of half-polypous, utterly alien entities which had come through space from immeasurably distant universes and had dominated the earth and three other solar planets about six hundred million years ago. They were only partly material—as we understand matter—and their type of consciousness and media of perception differed wholly from those of terrestrial organisms. For example, their senses did not include that of sight; their mental world being a strange, non-visual pattern of impressions. They were, however, sufficiently material to use implements of normal matter when in cosmic areas containing it; and they required housing—albeit of a peculiar kind. Though their senses could penetrate all material barriers, their substance could not; and certain forms of electrical energy could wholly destroy them. They had the power of aërial motion despite the absence of wings or any other visible means of levitation. Their minds were of such texture that no exchange with them could be effected by the Great Race.

В финале появляются дополнительные детали:

 Я с ужасом думал о втором распахнутом люке, который мне еще предстояло пройти. Я думал о тех существах, которых так боялась Великая Раса и которая — пусть даже ослабевшие и не столь многочисленные, как прежде — продолжали обитать в своем зловещем подземном мире. Я думал о тех отпечатках из пяти кругов в пыли и о схожих следах, упоминавшихся в моих сновидениях — а также о неистовых ураганах и странных свистящих звуках, связываемых все с теми же существами. И еще я думал о рассказах туземцев, в которых неизменно присутствовали таинственные руины и якобы порождаемые ими злые ветры...
Мне казалось, что я бесконечно долго падаю в черную вязкую бездну; я слышал звуки, которые не могли принадлежать ни одному из живущих на Земле существ. Во мне ожили какие-то древние, рудиментарные органы чувств, с помощью которых я мог воспринимать тот самый лишенный света мир полуматериальных созданий, чьи базальтовые города возвышались когда-то на берегах доисторического океана. 
Без участия слуха и зрения я постигал тайны этой планеты, недоступные мне в моих прежних снах. В то же время я постоянно чувствовал, как тугие струи влажного и холодного воздуха сжимают и вертят меня, словно гигантские пальцы, и слышал нескончаемый вибрирующий свист. Позднее были видения циклопического города моих снов — не разрушенного, а такого, каким он представлялся мне каждую ночь. Я был в конусообразном, нечеловеческом теле и двигался по коридорам вместе с толпой представителей Великой Расы или заключенных в их формах других пленных сознаний.
   Далее на эти картины накладывались иные, не визуальные, но тем не менее вполне отчетливые ощущения — жестокая борьба, попытки высвободиться из цепких щупалец ветра, безумный полет сквозь плотную темноту, слепое бегство по рушащимся подземным ходам. Один раз промелькнул было намек на свет -какое-то слабое голубоватое сияние высоко вверху. И вновь я взбирался по крутому каменистому склону, вырывался из бешеных объятий ветра, пролезал в узкое отверстие навстречу бледному свету луны, прыгал между нагромождений камней, которые спустя еще мгновение вдруг разом осели и провалились в недра земли, а на их месте взвился в небо гигантский, стремительно вращающийся столб веска и пыли.Оригинальный текст (англ.)I dreaded having to re-pass through that black basalt crypt that was older than the city itself, where cold draughts welled up from unguarded depths. I thought of that which the Great Race had feared, and of what might still be lurking—be it ever so weak and dying—down there. I thought of those possible five-circle prints and of what my dreams had told me of such prints—and of strange winds and whistling noises associated with them. And I thought of the tales of the modern blacks, wherein the horror of great winds and nameless subterrene ruins was dwelt upon... 

There was a hideous fall through incalculable leagues of viscous, sentient darkness, and a babel of noises utterly alien to all that we know of the earth and its organic life. Dormant, rudimentary senses seemed to start into vitality within me, telling of pits and voids peopled by floating horrors and leading to sunless crags and oceans and teeming cities of windowless basalt towers upon which no light ever shone.
    Secrets of the primal planet and its immemorial aeons flashed through my brain without the aid of sight or sound, and there were known to me things which not even the wildest of my former dreams had ever suggested. And all the while cold fingers of damp vapour clutched and picked at me, and that eldritch, damnable whistling shrieked fiendishly above all the alternations of babel and silence in the whirlpools of darkness around.
    Afterward there were visions of the Cyclopean city of my dreams—not in ruins, but just as I had dreamed of it. I was in my conical, non-human body again, and mingled with crowds of the Great Race and the captive minds who carried books up and down the lofty corridors and vast inclines. Then, superimposed upon these pictures, were frightful momentary flashes of a non-visual consciousness involving desperate struggles, a writhing free from clutching tentacles of whistling wind, an insane, bat-like flight through half-solid air, a feverish burrowing through the cyclone-whipped dark, and a wild stumbling and scrambling over fallen masonry.

Летающие полипы — эти существа известны человечеству в основном как Летающие полипы, хотя их настоящее название неизвестно. Они путешествовали по космосу и посетили Землю около 750 миллионов лет назад. По прибытии они построили причудливые черные базальтовые города, в которых возвышались многочисленные высокие черные башни без окон. Вероятно, Полипы также возводили города на трех других планетах Солнечной системы, включая Марс, Нептун и Венеру.
Летающие полипы являются агрессивным и хищным видом. Неизвестно на сколько они разумны. Не имея зрения, они каким-то особым образом чувствовали сквозь любую материю. Они способны летать или парить, хотя у них нет крыльев или других придатков, чтобы облегчить это, и они были способны управлять воздушными потоками в наступательных, и манипулятивных целях. Несмотря на то, что они находятся в воздухе, они, кажется, вступают в некоторый контакт с землей во время движения, поскольку оставляют после себя следы пяти круглых лап. Хотя они были отчасти материальны, но сами проникать сквозь материю они не могли. Уничтожить этих существ было невероятно сложно, практически невозможно; их тела подвергались губительному воздействию разве что определённых форм электрической энергии. Летающие полипы стали, вероятно, единственными существами, неподвластными Великой Расе и её обмену сознаниями, поскольку их тела не подходили для этого, и по этой причине они наводили на Йит безотчётный животный ужас. 
Природа летающих полипов остается неясна. Многочисленные записи в запретных книгах в космической библиотеке Великой расы Йит особо уклончивы про этих существ и содержат опасные намеки, и предполагают множество факторов, но так и не приводят фактических ответов. В таких фолиантах рассказывается о колоссальных способностях Полипов, касающихся манипуляции силами стихий, особенно ветром и воздухом, которые могут быть обращены на врагов, и вызвать ужасные разрушения.

## История
Прибыв на Землю, Полипы долгое время жили вместе с конусовидными существами, но при вторжении Великой расы Йит вступили с ними в войну, и сталкивались с ними в битве не раз. Великая Раса одержала победу благодаря своим превосходным технологиям. Летающие полипы потерпели поражение и были загнаны в туннели глубоко в Недра земли. Самые уязвимые места, через которые твари могли выбраться на поверхность, хорошо охранялись. Даже после заточения врагов конусообразные йитианцы опасались подходить к безглазым базальтовым башням, ныне пустующим, и упоминали о полипах лишь вскользь. В конце концов, около 70 миллионов лет назад (в меловой период), Полипы нашли способ вырваться из-под земли. Они выбрались из своих подземных убежищ, чтобы отомстить, истребив одним махом конусовидных громадин, в телах которых уже не осталось сознания йитианцев. Предвидев катастрофу, они переместили свои тела сквозь века, оставив свои привычные конусообразные оболочки тел, а сами заняли тела разумных паукообразных существ из будущего. 
За годы, прошедшие до современной эры, полипы массово покинули планету, но некоторые остались глубоко под землей, где они, похоже, были довольны условиями среды, уничтожая все, что попадалось на пути. Входы в их жилища в основном находятся под землей, а иногда в древних руинах или глубоких колодцах, ныне заложенных камнем. Другие же ушли в глубокие воды океана. Неизвестно по какой причине Летающие полипы остались на Земле.

## Вдохновение
С. Т. Джоши предполагает, что одной из загадочных планет в Солнечной системе, населенных полипами, мог быть Юггот (Плутон), потому что его здания без окон «чудесным образом подошли бы этим незрячим обитателям!» (Джоши, «Lovecraft's Other Planets», стр. 36, Избранные статьи о Лавкрафте).
В повести «Курган» (1930) есть упоминание неведомых аморфных существ, окутывающих стены туннелей, в самых глубоких подземельях Йота.

## Летающие полипы в культуре
- Летающие полипы присутствуют в настольной игре «Зов Ктулху»[2][нет в источнике].
- Летающие полипы присутствуют в качестве боссов в компьютерной игре Call of Cthulhu: Dark Corners of the Earth, и главный герой использует против них энергетическое оружие Великой расы Йит, описанное Лавкрафтом.
- Летающие полипы присутствуют в качестве одного из противников главного героя в рассказе «Взгляд бездны» Владислава Каштанова, где они встречаются в населённых Ми-го пещерах под холмами близ городка Брэттлборо, штат Вермонт.
- Группа Darkest of the Hillside Thickets выпустили песню под названием «Ride the Flying Polyp» на своем альбоме 2007 года «The Shadow Out of Time».
- Летающие полипы были вероятным источником вдохновения для Aura Beasts, отвратительных чудовищ, которые появляются в видеоигре Psi-Ops: The Mindgate Conspiracy.
- Летающий полип появляется в короткометражном фильме «Знак Старцев» (англ. Elder Sign) сценариста и режиссера Джозефа Нанни.
- Летающие полипы появляются как враги в ролевой игре Pathfinder. Они представлены в Бестиарии 4.